# Camponotus leydigi
Camponotus leydigi é uma espécie de inseto do gênero Camponotus, pertencente à família Formicidae.